# Ein Guedi

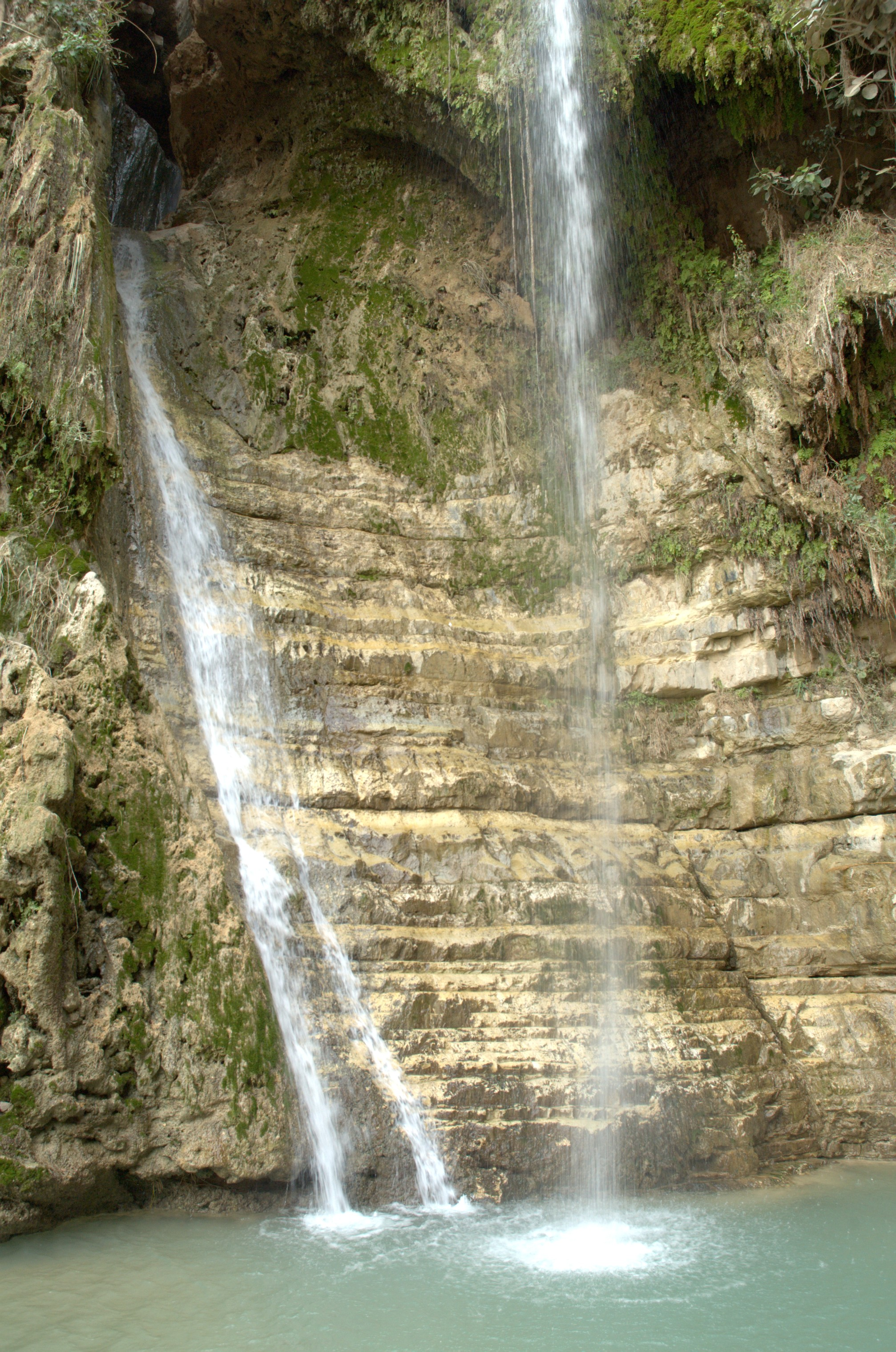
Cascadas de David.

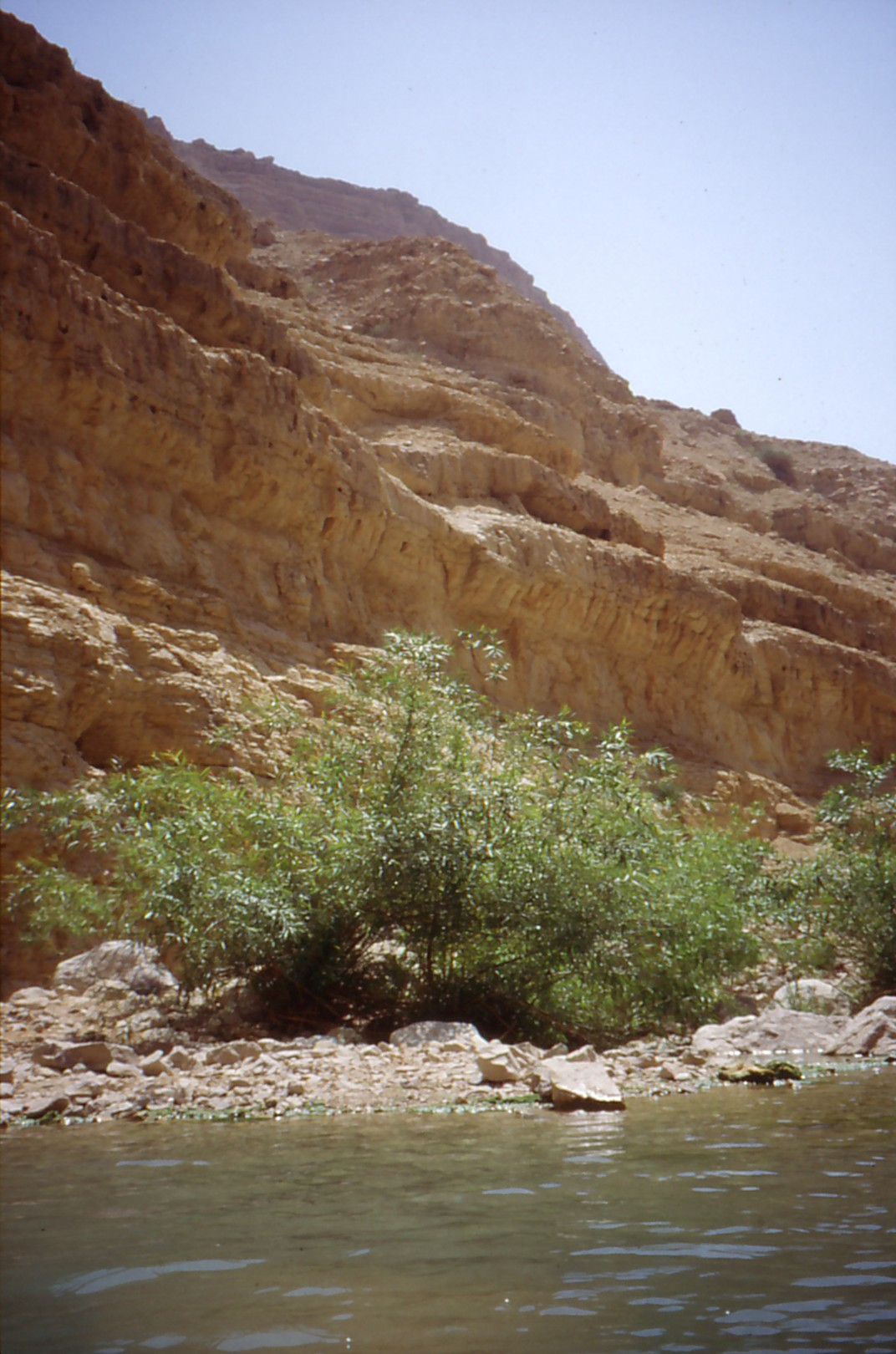
Nahal Arugot

Ein Guedi (en hebreo עין גדי) es un oasis situado en Israel en la ribera oeste del mar Muerto, cerca de Masada y de las cuevas de Qumrán. La aridez y el calor extremos prevalecen en esta región desértica durante la mayor parte del año. Los manantiales perennes de agua potable (ein significa "manantial") que fluyen desde los altos riscos del desierto de Judea han hecho posibles el asentamiento y la agricultura desde tiempos antiguos. 

## Historia
Ein Guedi es mencionado en muchas fuentes históricas y se menciona varias veces en escrituras bíblicas, por ejemplo, en el Cantar de los Cantares (en hebreo שִׁיר הַשִּׁירִים, Shir Hashirim): "Ramo de flores de alheña en las viñas de En-gadi es mi amado para mí." (Cantares 1:14). David se ocultó de Saúl en sus cuevas: "Cuando Saúl volvió de perseguir a los filisteos, le avisaron: «David está en el desierto de En-gadi»." (I Samuel, 24:1).
Se han descubierto abundantes hallazgos en las excavaciones arqueológicas realizadas a partir de 1960, que han permitido esbozar la larga historia de este singular sitio.
Uno de esos descubrimientos fue el manuscrito de Ein Gedi, un fragmento calcinado que sobrevivió al incendio de la sinagoga ocurrido alrededor del año 600, aunque el manuscrito es más antiguo, probablemente de entre los siglos III y IV o incluso el siglo II. Se trata, por tanto, del manuscrito hebreo más antiguo desde los Manuscritos del Mar Muerto y contiene los dos primeros capítulos del libro bíblico de Levítico.
En el área existe un kibutz fundado en 1956, que forma parte del Concejo Regional de Tamar y que está situado a un kilómetro del oasis, ofrece varias atracciones turísticas y aprovecha el clima local y la abundancia de agua mineral natural para cultivar productos fuera de estación. Antes de la fundación del kibutz, el área de Ein Guedi no había sido habitada permanentemente desde hacía 500 años.

## Parque Nacional Ein Guedi
El Parque Nacional de Ein Guedi fue creado en 1972 y es una de las reservas naturales más importantes de Israel. El parque se sitúa en la frontera este del desierto de Judea, en la costa del mar Muerto, y cubre un área de 6.250 acres (25 km²).
En el Parque Nacional Ein Guedi fluyen dos torrentes con agua pura a lo largo de todo el año, Nahal David (arroyo de David) y Nachal Arugot (arroyo de Arugot). Los torrentes de Shulamit y de Ein Guedi también fluyen en la reserva. Juntos, los manantiales generan aproximadamente tres millones de metros cúbicos de agua por año, gran parte de la cual se utiliza para la agricultura o se embotella para el consumo directo.
El parque es un santuario natural para muchos tipos de especies vegetales y animales. La vegetación incluye plantas y árboles de regiones tropicales, desérticas, mediterráneas y de estepas, tales como acacias, azufaifos y álamos. Existen muchas especies diferentes de aves residentes, a las que se añaden más de 200 especies durante los períodos de la migración en la región. 
En el verano de 2005, casi dos tercios del oasis se incendió después de que a un turista se le cayera un cigarrillo encendido sobre la grama seca del parque.[cita requerida]